# Oliver MacDonald
Joseph Oliver MacDonald (* 20. Februar 1904 in Patterson, New Jersey; † 21. Oktober 1973 in Flemington, New Jersey) war ein US-amerikanischer Leichtathlet, der in den frühen 1920er Jahren als Sprinter aktiv war. 
Bei den VIII. Olympischen Spielen 1924 in Paris war er Mitglied der 4-mal-400-Meter-Staffel, die in der Besetzung Commodore Cochran, Alan Helffrich, Oliver MacDonald als 3. Läufer und William Stevenson in der Weltrekordzeit von 3:16,0 min mit großem Abstand vor Schweden und Großbritannien die Goldmedaille gewann. 
Unter den Teilnehmern der AAU-Meisterschaften jener Jahre taucht sein Name nur ein einziges Mal auf: Im Jahr 1925 wurde er über 220 Yards Zweiter hinter Jackson Scholz. 
Nach dem Abschluss (1927) der University of Pennsylvania Dental School eröffnete MacDonald Zahnarztpraxen in Patterson und Haledon. Im Jahr 1959 gab er diese Tätigkeit auf und wurde Grundstücksmakler. Ferner war er der erste Assessor für Verbraucherangelegenheiten im Stadtrat von Flemington. 